# 平館站
平館站（日语：／ Tairadate eki */?）是位於岩手縣八幡平市平舘第11地割，東日本旅客鐵道（JR東日本）的花輪線車站。
此站周邊的地方名為「平舘」，但是車站名稱使用常用漢字「平館」。

## 歷史
- 1922年（大正11年）8月27日：鐵道省花輪線好摩〜平館之間開業，此站啟用。當時車站位於岩手郡平舘村（日语：平舘村 (岩手県)）。
- 1926年（大正15年）11月10日：平館〜赤坂田之間開業。
- 1984年（昭和59年）5月1日：撤走列車交會設備，成為無人車站（為簡易委託車站）[1]。
- 1987年（昭和62年）4月1日：伴隨國鐵分割民營化，車站由東日本旅客鐵道（JR東日本）營運。
- 2002年（平成14年）12月1日：完全成為無人車站。
- 2018年（平成30年）6月1日：隨著大更站改為業務委託車站，此站改由盛岡站管理。

## 車站構造
車站是一座地面車站，原本設有2面2線的相對式月台，可進行列車交會。在日本國有鐵道（國鐵）時代已經把一個月台撤走，變成現時只有1面1線的單式月台。現時還遺留了前2號月台的痕跡。在國鐵時代已經設有車站大樓，在不再成為簡易委託車站後，車站大樓隨即被拆卸，同時新建候車室。
此站是由盛岡站管理的無人車站。

## 車站周邊
車站位於平舘地區中心的西北方外。
- 國道282號（日语：国道282号）
  - 西根繞道（日语：西根バイパス (岩手県)）
- 岩手縣道17號岩手平舘線（日语：岩手県道17号岩手平舘線）
- 平舘郵局
- 岩手銀行平舘分店
- 北日本銀行（日语：北日本銀行）平舘支店・鹿角分店
- 岩手縣立平舘高等學校（日语：岩手県立平舘高等学校）
- 八幡平市立平舘小學
- 八幡平市立西根第一中學
- 八幡平市平舘公民館
- Universe 西根店
- 藥王堂（日语：薬王堂）西根平舘店

## 巴士路線
- 岩手縣北巴士（日语：岩手県北自動車）
  - 八幡平山酒店方向（經松尾綜合分所）
  - 盛岡巴士中心（日语：盛岡バスセンター）方向（經盛岡站。於平日早上設有從此站前出發，途經東北自動車道的急行班次）
- 八幡平市社區巴士

## 相鄰車站
東日本旅客鐵道（JR東日本）
■花輪線
大更－平館－北森

## 注腳
1. ↑  日本國有鐵道公示S59.4.28公21

## 外部連結
- 車站資訊（平館）：東日本旅客鐵道（日語）